# Сарвепали Радхакришнан
Сарвепали Радхакришнан (listen; 5 септември 1888– 17 април 1975) е индийски философ и държавник, който е първият вицепрезидент на Индия (1952 – 1962) и вторият президент на Индия (1962 – 1967).
Един от най-добрите и най-влиятелни индийски учени по сравнително религиознание и философия на 20 век. Неговите академични назначения включват председател на умствената и морална наука на името на крал Джордж V в Калкутския университет (1921 – 1932) и Сполдинг професор по източна религия и етика в Оксфордския университет (1936 – 1952). Философията му се базира на адвайта веданта, реинтерпретирайки тази традиция за съвременно му разбиране. Той е влиятелен в оформянето на разбирането на Запада за индуизма, Индия и Изтока и си спечелва репутация на "строител на мостове между Индия и Запада".
Радхакришнан вярва, че „учителите трябва да са най-добрите умове на страната“. От 1962 г. неговия рожден ден, на 5 септември, се празнува в Индия като „Ден на учителите“.

## Издания на български език
- Радхакришнан, Сарвепали. Философията на Самкхя-Йога.   София, Евразия, 1996. с. 280.
- Радхакришнан, Сарвепали. Основи на будистката философия.   София, Евразия, 1996. с. 288.